# Jamel Artis
Jamel Artis (ur. 12 stycznia 1993 w Baltimore) – amerykański koszykarz, występujący na pozycjach rzucającego obrońcy lub niskiego skrzydłowego, obecnie zawodnik Juventusu LKSK Uciana.
24 września 2018 podpisał umowę z Sacramento Kings na okres obozu szkoleniowego. 7 października został zwolniony.
21 września 2020 został zawodnikiem litewskiego Juventusu LKSK Uciana.

## Osiągnięcia
Stan na 22 września 2020, na podstawie, o ile nie zaznaczono inaczej.
NCAA
- Uczestnik turnieju:
  - NCAA (2014, 2016)
  - Portsmouth Invitational (2017)
- Zaliczony do:
  - III składu ACC (2015)
  - składu ACC All-Honorable Mention (2017)
- Zawodnik tygodnia ACC (29.12.2015)